# 佛蘭斯蒂德命名法

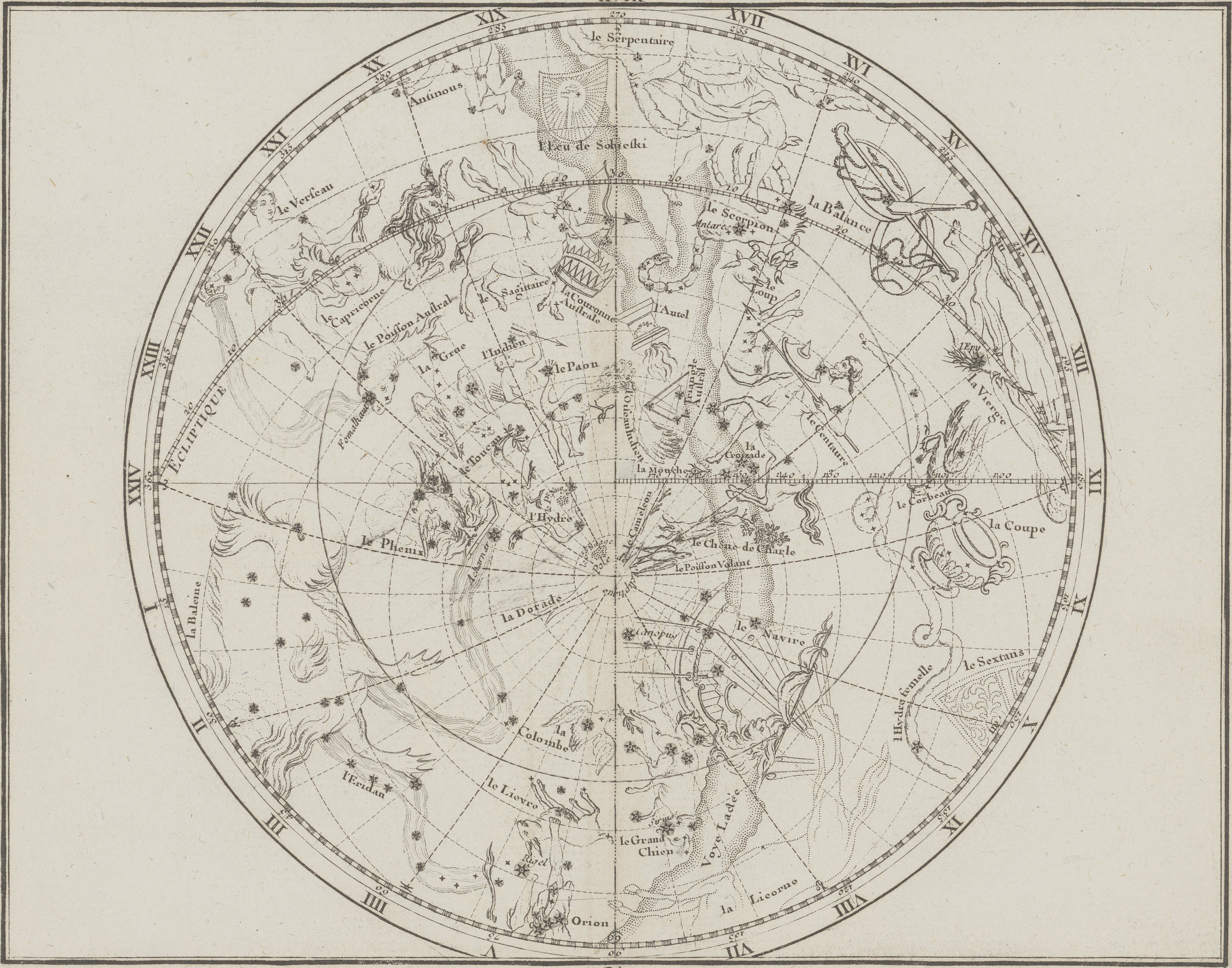
來自佛蘭斯蒂德的Atlas Coelestis的北半球星圖

佛蘭斯蒂德命名法是一個數字和星座名稱的組合，它只標識了現代星座中從英格蘭南部以肉眼可以看見的大多數恒星。這些恆星的名稱是由約翰·佛蘭斯蒂德命名，並在他編輯的不列顛星表( Historia Coelestis Britannica )首次使用(佛蘭斯蒂德使用望遠鏡，因此該星表中還包括一些相對明亮但肉眼不一定可以看見的恒星。)。

## 描述

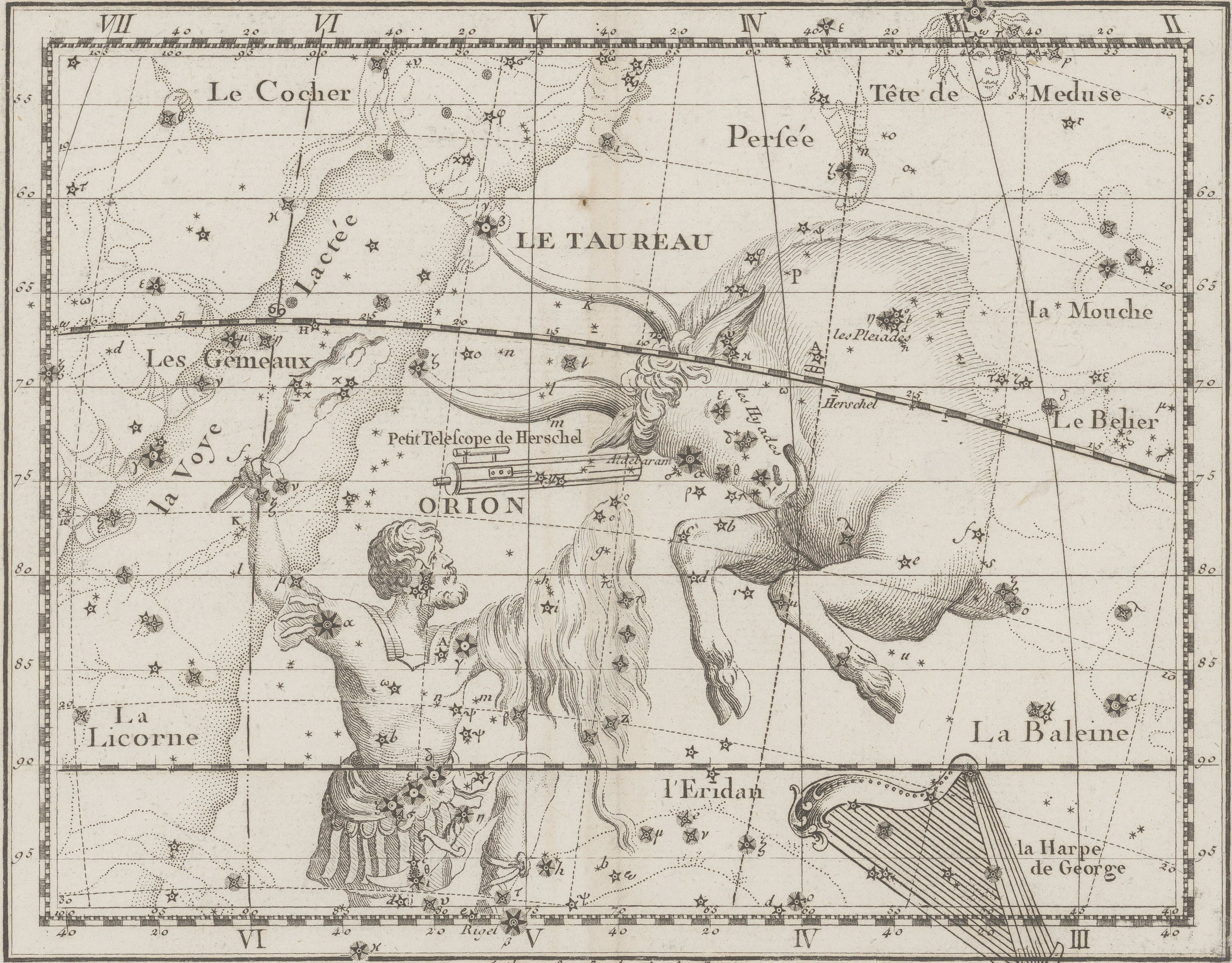
取自Atlas Coelestis 的獵戶座和金牛座星座

恆星的佛蘭斯蒂德名稱（Flamsteed designations）與拜耳名稱類似，除了以數字取代希臘和拉丁字母外，每顆恆星還是以數字和拉丁文所有格的星座名稱結合在一起(參見88現代星座的清單及其名稱的所有格形式)。佛蘭斯蒂德命名了2554顆恆星，這些數字最初是按照它在所屬星座內的赤經數值的增加來排序，但由於歲差的影響，它們現在在一些地方稍微有點不符合順序。
這種命名法最早出現在哈雷與牛頓未經約翰·佛蘭斯蒂德同意，就在1712年出版的第一版《不列顛星表》（Historia Coelestis Britannica）。在佛蘭斯蒂德死後，1725年出版了最後一版的佛蘭斯蒂德星表，包含了約3,000顆恆星，比過去的星表都要巨大，準確度也更高，但卻略去了佛氏的編號。現在使用的佛氏數字是由法國天文學家拉朗德指定的，並出現在他1783年的年鑒《埃菲爾·梅德斯·穆維門斯·塞雷斯》中，該年鑒包含了佛蘭斯蒂德星表的修訂版。拉朗德在序言中提到，这本年鉴的构思来源于1712年非官方出版的第一版星表。
這種命名法在18世紀獲得普遍的認同，沒有拜耳名稱的恆星幾乎都會以這種數字來標記。但有拜耳名稱的恆星全部依然繼續沿用舊名，而佛氏編號就幾乎完全被捨棄不用（但佛蘭斯蒂德數字通常比帶有"羅馬"字母的拜耳名稱更可取）。有些著名的恆星都是使用佛氏編號標示的，例如，飛馬座51（參見太陽系外行星）、天鵝座61（參見視差），都是採用佛氏編號命名的。如果拜耳名稱包含額外的附加編號，則通常使用佛蘭斯蒂德名稱代替拜耳名稱；例如，"巨蟹座55"比"巨蟹座ρ-1"更常見。
有一些恒星的例子，例如天貓座中的大熊座10。由於現代星座邊界制定時必須做出妥協，因此，它們的星座和拜耳星座一樣，都有不存在該星座的佛蘭斯蒂德名稱。
佛蘭斯蒂德的目錄只涵蓋了從英國可見的恒星，因此遙遠的南方星座恒星沒有佛蘭斯蒂德編號。有些恆星，像是鄰近的波江座82是古德在南半球的《阿根廷測天圖》中以類似佛蘭斯蒂德命名法的古德命名法命名。既然不是佛蘭斯蒂德數值，因此應該用G來區分，標示為波江座82 G. (82 G.Eridani)。除了少數情况外，古德數值並不常用。同樣地，由其他天文學家設計類似佛蘭斯蒂德的名稱（例如，赫維留）也不被普遍使用。一個眾所周知的例外是約翰·波德目錄中的球狀星團杜鵑座47
。
佛蘭斯蒂德目錄中有84顆恒星是錯誤的，並被證明不存在於天空中：除了狐狸座11之外，其它的都被繪製在他的星圖上。
- 佛蘭斯蒂德在1690年觀測到了天王星，但沒有認出它是一顆行星，而將它作為一顆恆星，命名為"金牛座34"，收錄在它的星表中。
- 「狐狸座11」是一顆新星，現在稱為狐狸座CK。
- 其中許多是由佛蘭斯蒂德的算術錯誤造成的。

## 使用佛蘭斯蒂德名稱的星座清單
有52個星座使用佛蘭斯蒂德名稱。星座的相應清單中列出了恒星，如下所示：
- 仙女座
- 寶瓶座
- 天鷹座
- 白羊座
- 御夫座
- 牧夫座
- 鹿豹座
- 巨蟹座
- 獵犬座
- 大犬座
- 小犬座
- 摩羯座
- 仙后座
- 仙王座
- 鯨魚座
- 后髮座
- 北冕座
- 烏鴉座
- 巨爵座
- 天鵝座
- 海豚座
- 天龍座
- 小馬座
- 波江座
- 雙子座
- 武仙座
- 長蛇座
- 蝎虎座
- 獅子座
- 小獅座
- 天兔座
- 天秤座
- 天貓座
- 天琴座
- 麒麟座
- 蛇夫座
- 獵戶座
- 飛馬座
- 英仙座
- 雙魚座
- 南魚座
- 天箭座
- 人馬座
- 天蠍座
- 巨蛇座
- 六分儀座
- 金牛座
- 三角座
- 大熊座
- 小熊座
- 室女座
- 狐狸座

此外，在船尾座有一些恆星，和人馬座與豺狼座的少數恆星，也被佛蘭斯蒂德命名了。

## 外部連結
- 佛蘭斯蒂德數——它們的真正來源是Ian Ridpath的星表 （页面存档备份，存于）